# Ronco, Pennsylvania
Ronco är en ort i Fayette County i delstaten Pennsylvania, USA.